# مارکو کافنبرگر
مارکو کافنبرگر (انگلیسی: Marco Kaffenberger؛ زادهٔ ۹ ژوئیهٔ ۱۹۹۶) بازیکن فوتبال اهل آلمان است.